# Lori de Buru
Charmosyna toxopei
Espèce
Statut de conservation UICN

 CR C2a(i,ii) : 
En danger critique
Statut CITES
Le Lori de Buru (Charmosyna toxopei) est une espèce d'oiseaux de la famille des Psittacidae.

## Description
Par son plumage à dominante verte, cette espèce est proche du Lori des palmiers, du Lori à menton rouge et du Lori de Meek. Il s'en distingue par le front bleu et les marques rouges dans la région sous-caudale.

## Répartition
Cet oiseau vit dans les forêts montagneuses de l'île de Buru en Indonésie.

## Menaces et protection
Le Lori de Buru est méconnu et l'essentiel des signalements le concernant entre les années 1980 et 2014 sont des observations non confirmées. En novembre 2014, des ornithologues amateurs de BirdQuest annoncent sur internet leur découverte de l'espèce, photographies à l'appui.[réf. nécessaire]